# Gheorghe Rozin
Gheorghe Rozin, romunski general, * 1888, † 1961.